# Sinde kogurjói király
Sinde (Sindae) (89–179) az ókori Kogurjo (Goguryeo) állam nyolcadik királya volt.

## Élete
Bekko (백고, 伯固, Baekgo) vagy Bekku (백구, 伯句, Baekgu) néven született, apja feltehetően Csesza (재사, Jaesa) herceg, Juri (Yuri) király fia volt. A Szamguk jusza (Samguk yusa) szerint ő vetett véget testvére, Cshade (Chadae) zsarnoki uralmának. Más feljegyzések szerint az is elképzelhető, hogy Cshade (Chadae) vagy Thedzso (Taejo) fia volt. 166-ban létrehozta a kukszang (국상, guksang) tisztséget, ami főminiszteri, miniszterelnöki posztnak felel meg, és kinevezte azt a Mjongnim Dapkut (명림답부, Myeongnim Dabgut), aki a Szamguk szagi (Samguk sagi) szerint megölte Cshade (Chadae) királyt. A trónon másodszülött fia követte, akit Kogukcshon (Gogukcheon)nak neveztek.

## Családja
Feleségei és gyermekei:
- ismeretlen nevű királyné
  - Ko Balgi (고발기, 高拔奇, Go Balgi) herceg (? – ?)
  - Ko Nammu (고남무, 高男武, Go Nammu) herceg, később Kogukcshon (Gogukcheon) király (? – 197)
  - Ko Balgi (고발기, 高發岐, Go Balgi) herceg[* 1] (? – 197)
  - Ko Jongu (고연우, 高延優, Go Yeongu) herceg, később Szanszang (Sansang) király (? – 227)
  - Ko Gjeszu (고계수, 高罽須, Go Gye-su) herceg (? – ?)